# .45 ACP

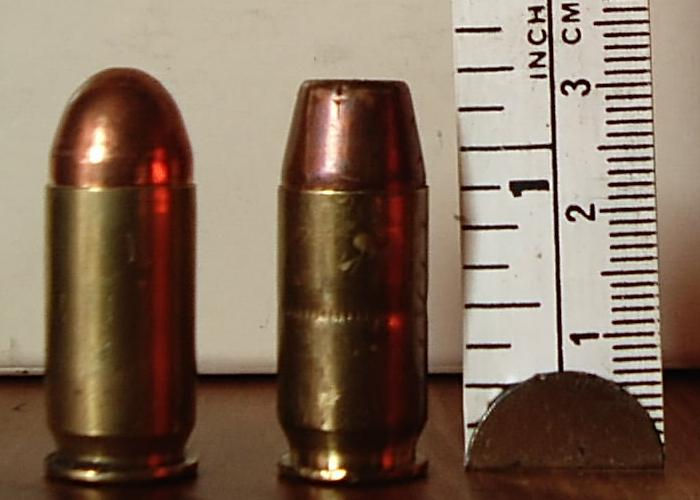
Twee .45 patronen, links met een Full Metal Jacket kogel en rechts met een Wadcutter kogel.

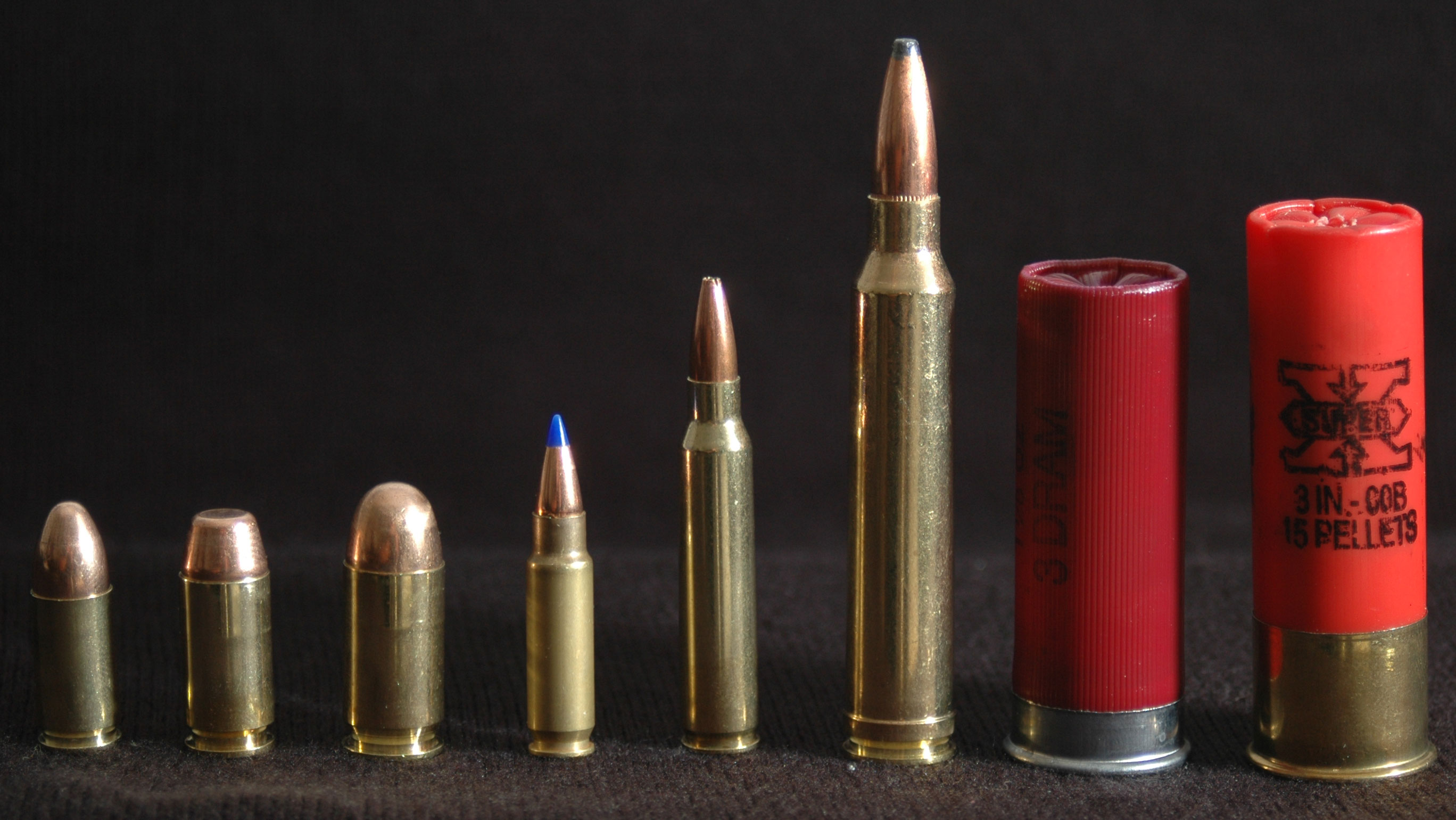
V.l.n.r.: 9x19mm Parabellum, .40 S&W, .45 ACP, 5.7x28mm, 5.56x45mm, .300 Winchester Magnum en twee hagelpatronen.

De .45 ACP (Automatic Colt Pistol) is een patroon die in 1905 door John Moses Browning werd ontwikkeld. Deze patroon werd in hetzelfde jaar geïntroduceerd als het Colt Model 1911-pistool. De patroon werd ook gebruikt in verschillende machinepistolen in de Tweede Wereldoorlog, zoals de Tommygun en de Grease Gun. Sinds 1985 gebruikt het Amerikaanse leger geen .45 ACP patronen meer voor hun standaardpistolen, vanwege de overstap van de Colt M1911A1 op de Beretta 92F, die 9x19mm Parabellum patronen gebruikt.
De .45 ACP is nu nog steeds een van de krachtigste pistoolpatronen die beschikbaar zijn. Ze is ook erg populair op de civiele markt en veel wapenfabrikanten hebben dan ook wapens van dit kaliber in hun assortiment. Tevens heeft deze munitie dankzij de combinatie van het relatief hoge gewicht en de trage kruitlading de eigenschap subsonisch te zijn: de mondingssnelheid ligt onder de geluidssnelheid. Derhalve is .45 ACP een patroon die zonder aanpassingen geschikt is om te verschieten met een geluiddemper.

## Kracht
| Merk        | Gewicht (gram) | Type           | VO (m/s) | EO (joules) |
| ----------- | -------------- | -------------- | -------- | ----------- |
| Winchester  | 11,0           | Superclean-JSP | 320      | 564         |
| Remington   | 11,3           | Disintegrator  | 311      | 547         |
| Federal     | 12,0           | FMJ-SWC-Match  | 236      | 334         |
| Hornady     | 12,0           | JHP-XTP        | 290      | 505         |
| Remington   | 12,0           | JSP            | 305      | 558         |
| Remington   | 12,0           | JHP+P          | 348      | 727         |
| Winchester  | 12,0           | Silvertip-HP   | 305      | 558         |
| Hornady     | 13,0           | FMJ            | 305      | 605         |
| Magtech     | 13,0           | LSWC           | 290      | 545         |
| Fiocchi     | 14,6           | LRN-Teflon     | 230      | 387         |
| Federal     | 14,9           | Hydra-Shok-JHP | 259      | 500         |
| Geco/RWS    | 14,9           | FMJ            | 270      | 550         |
| Remington   | 14,9           | JHP            | 267      | 531         |
| Sing-Bellot | 14,9           | FMJ            | 260      | 504         |
| Winchester  | 14,9           | SXT            | 268      | 537         |